# Paloma nera – uživo
Paloma nera – uživo prvi je album uživo hrvatske pop pjevačice Severine, objavljen 1993. godine u Hrvatskoj u izdanju diskografske kuće Croatia Records. Na albumu se nalaze pjesme s prva tri albuma i obrada pjesme "Marija Christina".

## Popis pjesama
| Br. | Skladba                   | Trajanje |
| --- | ------------------------- | -------- |
| 1.  | »Paloma Nera (a capella)« | 0:47     |
| 2.  | »Paloma Nera«             | 4:00     |
| 3.  | »Ljubi me noćas«          | 3:21     |
| 4.  | »Kad si sam«              | 3:29     |
| 5.  | »Ti si moj«               | 4:31     |
| 6.  | »Marija Christina«        | 3:02     |
| 7.  | »Mornarica mlada«         | 3:05     |
| 8.  | »Čovjek kojeg volim«      | 5:10     |
| 9.  | »Dalmatinka«              | 5:46     |
| 10. | »Adio ljube«              | 3:16     |
| 11. | »Tvoja prva djevojka«     | 4:31     |
| 12. | »Severina MIX«            | 14:05    |